# 기술적 삽화

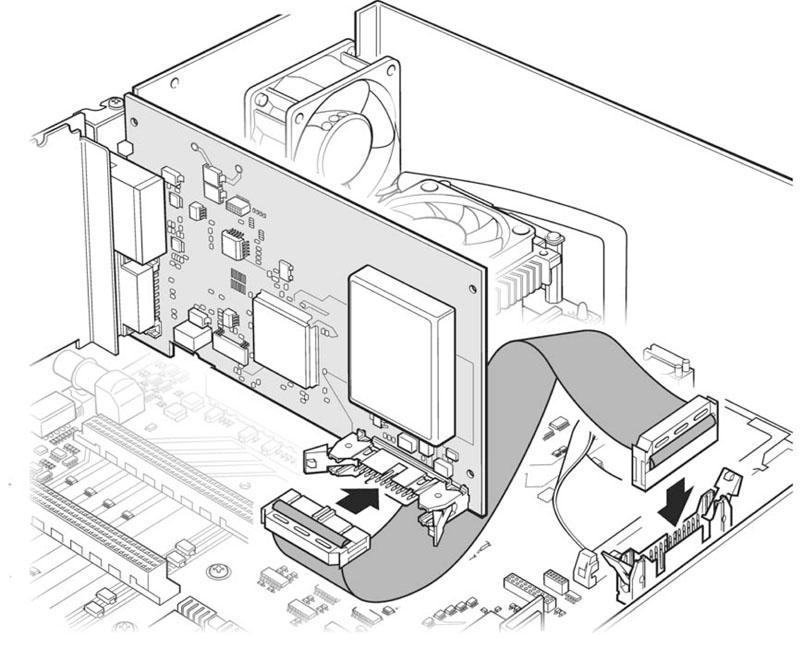
인터페이스 케이블의 인터페이스 카드 컨베잉 배치의 3D 테크니컬 일러스트레이션

기술적 삽화 또는 테크니컬 일러스트레이션 (Technical Illustration)은 기술 유형의 정보를 시각적으로 전달하기 위한 삽화를 말한다. 테크니컬 일러스트레이션은 기술적 도면 또는 다이아그램의 구성요소가 될 수 있다. 기술적 삽화는 일반적으로 "인간 관찰자에게 시각적 채널을 통해서 특정 정보를 효과적으로 전달하는 표현 이미지들을 생성하는 것"을 목적으로 한다.
기술적 삽화는 일반적으로 기술에 대해서 잘 모르는 청중에게 주제를 묘사하고 설명해야 한다. 따라서, 시각적 이미지는 각도와 비율 측면에 있어서 정확해야만 한다. 그리고 "보는 사람의 관심 그리고 이해를 강화하기위하여, 개체가 무엇인지, 무엇을 하는지를 전체적 표현"을 제공해야 한다.

## 기술적 삽화의 종류

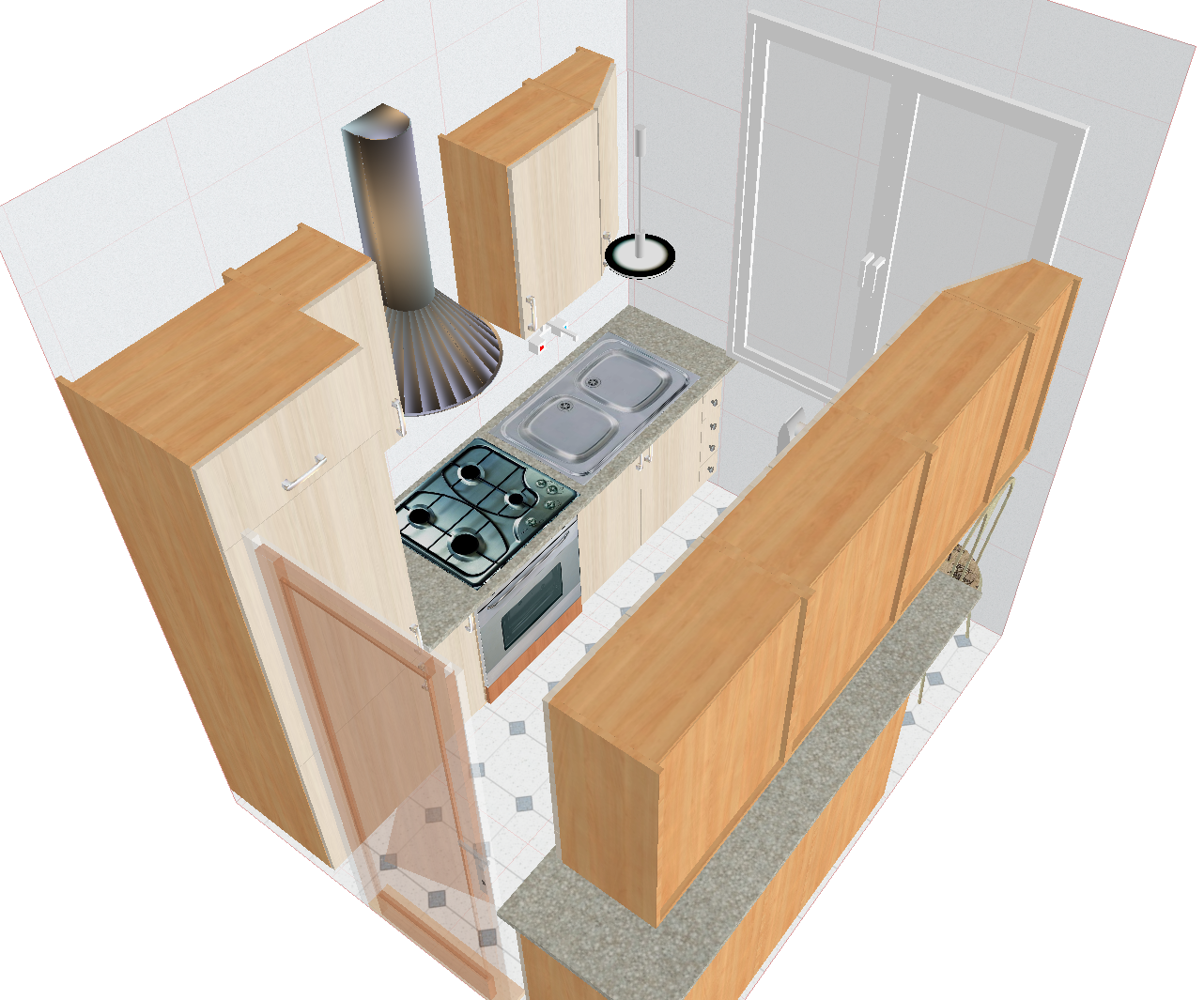
관점에서의 작은 부엌.

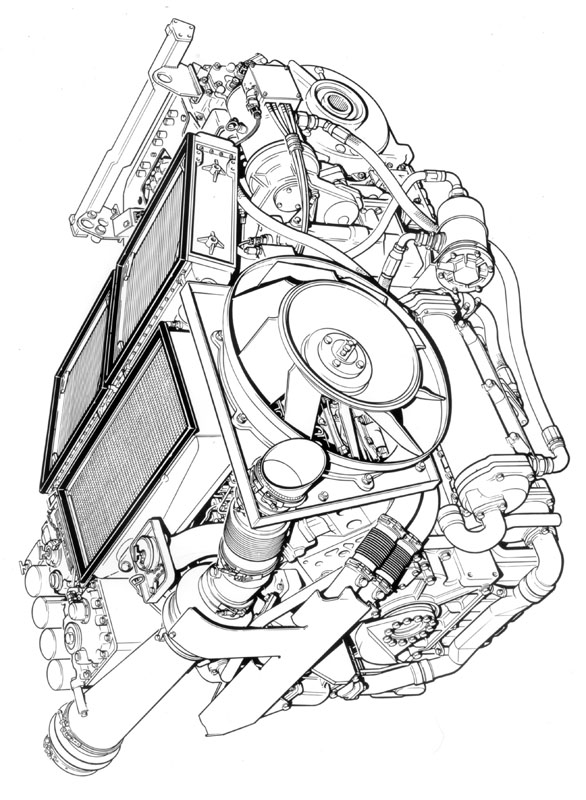
엔진 작동 관점 및 라인 테크닉의 일반적인 라인 일러스트레이션.

드럼세트의 일러스트레이션.

### 커뮤니케이션의 종류
오늘날, 기술적 삽화는 커뮤니케이션의 유형에 따라 3가지 범주로 세분화할 수 있다 :
- 일반 대중을 대상으로 하는 커뮤니케이션 : 일반 대중에게 정보를 주는 것으로, 예를 들어 삽화로 그려진 사용지침서로 자동차와 가전제품을 위한 사용설명서 같은 것을 들 수 있다. 이러한 종류의 테크니컬 일러스트레이션은 간단한 용어와 비전문가에 의해서도 이해될 수 있는 때때로 창의적 기술적 삽화/그래픽이라 불리는 기호를 포함한다.

- 전문 엔지니어링 또는 과학 커뮤니케이션 : 엔지니어와 과학자들에게 사용되는 것으로 동료들에게 자세한 설명을 커뮤니케이션할 때 쓰인다. 테크니컬 일러스트레이션은 그들만의 복잡한 용어 그리고 특별히 고안된 기호들이 사용된다. 예를 들면, 원자력 에너지, 우주항공 및 군사/방위 분야를 들 수 있다. 이러한 영역에서는 기계, 전기, 건축엔지니어링 및 더 많은 학문분야로 세분화될 수 있다.

- 고도로 숙련된 전문가들 간의 커뮤니케이션 : 엔지니어는 아니지만 분야에서 고도로 훈련된 기술을 가진 사람들과 커뮤니케이션 하기 위하여 엔지니어에 의해서 사용되는 것을 말한다. 이러한 일러스트레이션은 일반인에게는 이해되기 어려운 매우 복잡하고 전문용어와 기호를 포함할 수 있다. 예를 들면 CNC 기계운영을 위한 학습자료의 일부 같은 것을 들 수 있다.

### 도면의 종류
기술적 삽화에서 도면에는 많은 종류가 있다:
- 전형적인 선 도면 (conventional line drawings)
- 분해조립도 도면 (exploded view drawings)
- 내부모형(도해) 도면 (cutaway drawings)
- 클립아트 이미지 (clip-art images)

## 기법
기술적 삽화에서는 수직 투영 기술중에 하나인 아소노메트릭 프로젝션(axonometric projection)이라 불리는 몇몇의 기본 기계 도면 구성이 사용되며 다음과 같다 :
- 패러럴 프로젝션(오블리크, 플라노메트릭, 아이소메트릭, 디메크릭, 트리메트릭)
- 한개 두개 또는 세개 소실점이 들어가는 많은 종류의 시점 프로젝션

기술적 삽화와 컴퓨터이용디자인은 빠른 프로토타이핑 같은 솔리드 바디프로젝션(solidbody projections)과 3D등이 사용될 수 있다.

## 같이 보기
- 삽화
- 기술 소통